# Stuckange
Stuckange (deutsch Stückingen, lothringisch Stickéng) ist eine französische Gemeinde mit 1455 Einwohnern (Stand 1. Januar 2022) im Département Moselle in der Region Grand Est (bis 2015 Lothringen). Sie gehört zum Arrondissement Thionville.

## Geografie
Stuckange liegt etwa sieben Kilometer südöstlich von Thionville in einem Seitental der Bibiche auf einer Höhe zwischen 172 und 210 m über dem Meeresspiegel. Das Gemeindegebiet umfasst 4,44 km².

## Geschichte
Der Ort gehört seit 1659 zu Frankreich und war bis zum 31. Dezember 1988 Teil der Nachbargemeinde Kuntzig (dt. Künzig).
Das Gemeindewappen zeigt die Spangen der alten Herren über Stuckange aus Distroff; der Löwe entstammt dem Wappen des Adelsgeschlechtes Eltz  (Jakob III. von Eltz war im 16. Jahrhundert Kurfürst und Erzbischof von Trier).

### Bevölkerungsentwicklung
| Jahr      | 1962 | 1968 | 1975 | 1982 | 1990 | 1999 | 2007 | 2019 |
| Einwohner | 449  | 485  | 523  | 606  | 642  | 724  | 870  | 1308 |

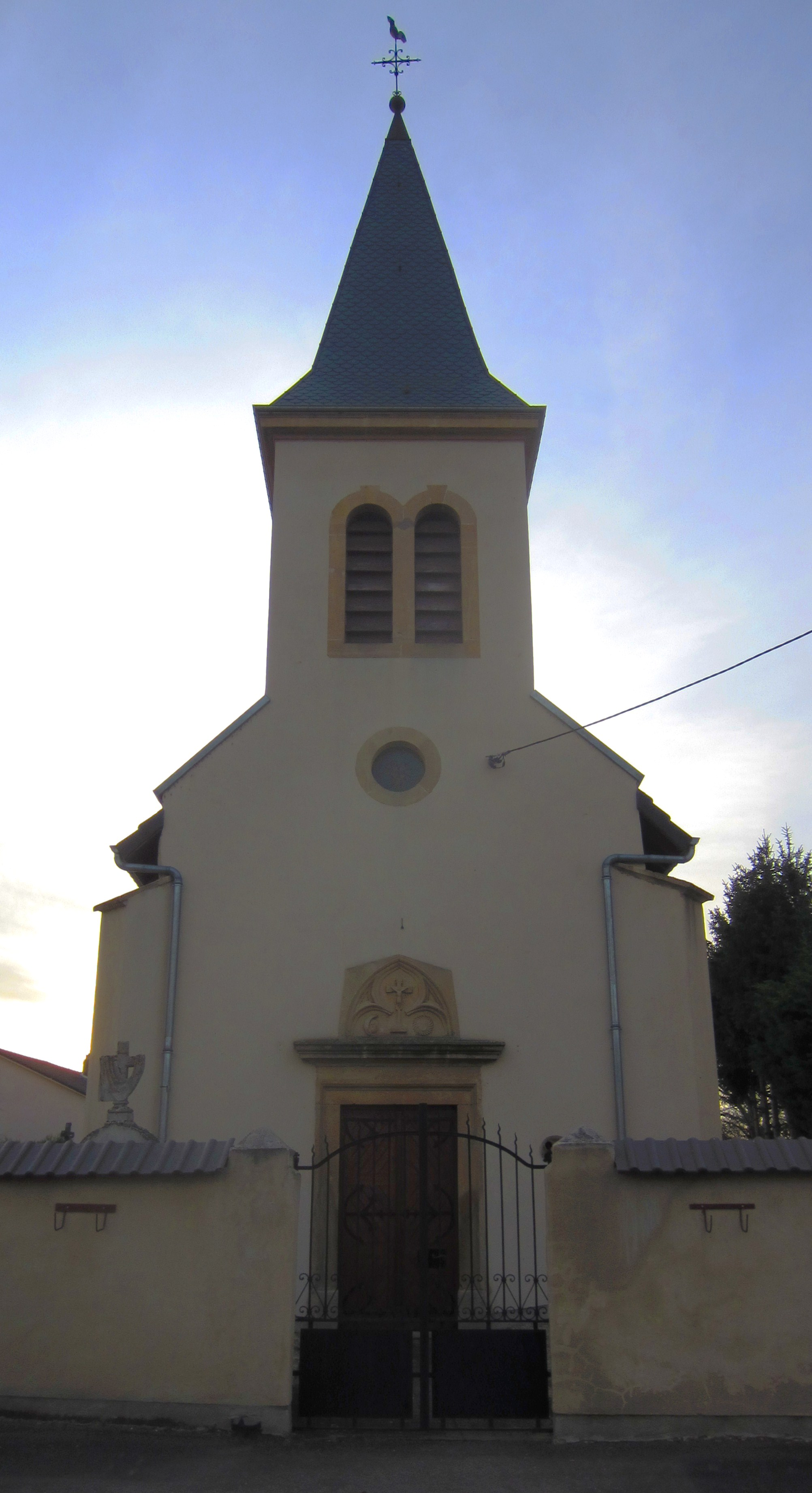
Kapelle Mariä Heimsuchung

## Belege
1. ↑  Wappenbeschreibung auf genealogie-lorraine.fr (französisch)